# Zbigniew Brzezinski
Zbigniew Kazimierz Brzezinski (polsk: Zbigniew Kazimierz Brzeziński; født 28. marts 1928 i Warszawa, død 26. maj 2017 i Falls Church, Virginia) var en polskfødt, amerikansk politolog og diplomat, der var særligt kendt for at være præsident Jimmy Carters sikkerhedsrådgiver under blandt andet gidselkrisen i Iran i 1979-1981.